# Власьевская (Верховское сельское поселение)
Власьевская — упразднённая деревня в Тарногском районе Вологодской области. Входила в состав Верховского сельского поселения, с точки зрения административно-территориального деления — в Верховский сельсовет. В 2024 году включена в состав села Верховский Погост и исключена из учётных данных.

## География
Расстояние по автодороге до районного центра Тарногского Городка — 40 км, до центра муниципального образования Верховского Погоста — 1,5 км. Ближайшие населённые пункты — Калугинская, Будринская-1, Яфановская, Верховский Погост, Васютинская.

## Население
| 2010 |
| ---- |
| 60   |

По переписи 2002 года население — 90 человек (44 мужчины, 46 женщин). Преобладающая национальность — русские (99 %).